# Rainer Knußmann
Rainer Knußmann (* 15. April 1936 in Mainz; † 30. Oktober 2017) war ein deutscher Anthropologe.

## Leben
Knußmann wurde 1960 bei Ilse Schwidetzky an der Universität Mainz mit einer Arbeit über Konstitution und Partnerwahl promoviert. Er war Professor für Humanbiologie und langjähriger Direktor des anthropologischen Instituts der Universität Hamburg. Seine bekannteste Schrift ist das Lehrbuch der Anthropologie und Humangenetik. Er war zudem Herausgeber von Anthropologie. Handbuch der vergleichenden Biologie des Menschen (Thieme, Stuttgart 1988). Gegen seine seit den 1970er Jahren stattfindende Vorlesung Rassenkunde regte sich an der Hamburger Universität ab 1995 Widerstand.